# Campagne de Cochinchine
Pour les articles homonymes, voir Cochinchine (homonymie).
Batailles
- Siège de Tourane
- Siège de Saïgon
- Kỳ Hòa
- Mỹ Tho
- Qui Nhơn
- Biên Hòa
- Vĩnh Long
- Traité de Saïgon

La campagne de Cochinchine (vietnamien : Chiến dịch Nam Kỳ, 1858-1862) est une série d'opérations militaires menées entre 1858 et 1862 par une force expéditionnaire navale conjointe au nom du Second Empire français et du Royaume d'Espagne contre l'Empire d'Annam. Elle se conclut par la colonisation française de la Cochinchine, prélude à presque un siècle de domination française au Viêt Nam.

## Contexte
Les Français avaient peu de prétextes pour justifier leurs ambitions impériales en Indochine. Au début du XIXe siècle, certains pensaient que l'empereur Gia Long leur devait une faveur pour l'aide que les troupes françaises lui avaient apportée en 1802 contre les Tây Sơn, mais il devint bientôt clair que Gia Long ne se sentait pas plus leur obligé que celui de la Chine, qui lui était aussi venue en aide. Gia Long considérait que le gouvernement français n'avait pas honoré leur accord pour lui venir en aide durant la guerre civile — les Français qui l'avaient aidé étaient des volontaires et des aventuriers, pas des troupes du gouvernement — et qu'il n'avait donc pas à leur rendre de faveurs. Certes, lui et son successeur Minh Mạng (r. 1820-1841) avaient des relations avec les Français. Les Vietnamiens avaient rapidement appris à reproduire les forts à la Vauban construits par les ingénieurs français à la fin du XVIIIe siècle et n'avaient plus besoin de l'assistance française en matière de fortification, mais ils étaient encore intéressés par l'achat de canons et de fusils français. Ce contact limité avec les Français avait peu de poids. Ni Gia Long ni Minh Mạng n'avaient l'intention de passer sous influence française.
Pour leur part, les Français n'étaient pas décidés à se laisser si facilement expulser. Comme souvent durant l'expansion coloniale européenne, la religion offrit un prétexte à l'intervention. Les missionnaires français étaient présents au Viêt Nam depuis le XVIIe siècle et au milieu du XIXe siècle. Il y avait peut-être 300 000 convertis au catholicisme en Annam et au Tonkin. La plupart de leurs prêtres et évêques étaient français ou espagnols. Les Vietnamiens se méfiaient de cette importante communauté chrétienne et de ses chefs étrangers. Les Français, pour leur part, commençaient à se sentir responsables de leur sécurité. La persécution contre les chrétiens fournit finalement un prétexte respectable pour attaquer le Viêt Nam. La tension monta graduellement. Au cours des années 1840, la persécution ou le harcèlement des missionnaires catholiques par les empereurs Minh Mạng et Thiệu Trị (r. 1841-1847) ne suscita que des réponses sporadiques et non officielles des Français. Le pas décisif vers l'établissement de l'empire colonial français en Indochine ne fut pas franchi avant 1858.   
En 1857, l'empereur d'Annam Tự Đức (r. 1848-1883) fit mettre à mort deux missionnaires catholiques espagnols. Ce n'était ni le premier incident de ce type, ni le dernier, et le gouvernement français avait jusqu'alors ignoré ces provocations. Mais cette fois, les circonstances jouaient en défaveur de Tự Đức, car elles coïncidaient avec la seconde guerre de l'opium (octobre 1856-octobre 1860). La France et le Royaume-Uni venaient d'envoyer un corps expéditionnaire commun en Extrême-Orient pour châtier l'empereur de Chine Xianfeng (r. 1850-1861) : il y avait donc des troupes françaises disponibles pour intervenir en Annam. En novembre 1857, Napoléon III autorisa l'amiral Charles Rigault de Genouilly à envoyer une expédition punitive contre l'empire d'Annam. En septembre de l'année suivante, un corps franco-espagnol débarqua à Tourane (l'actuelle Da Nang) et s'empara de la ville.

## Tourane et Saïgon

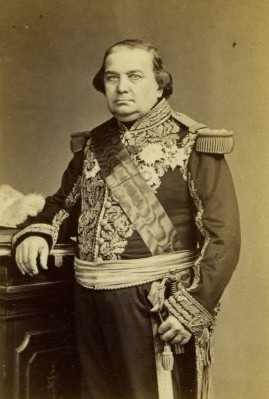
L'amiral Charles Rigault de Genouilly (1807–73).

Les alliés s'attendaient à une victoire facile, mais la guerre ne se déroula pas comme prévu. Les Vietnamiens chrétiens ne se soulevèrent pas pour soutenir les Français, comme les missionnaires avaient assuré qu'ils le feraient. La résistance vietnamienne fut plus tenace que prévu et les forces françaises et espagnoles se trouvèrent elles-mêmes assiégées à Tourane (actuelle Da Nang) par une armée vietnamienne commandée par Nguyễn Tri Phương. Le siège de Tourane dura presque 3 ans et bien qu'il y eût peu de combats, les maladies causèrent de lourdes pertes à l'expédition alliée. La garnison de Tourane fut renforcée de temps en temps et lança plusieurs attaques contre les positions vietnamiennes, mais elle fut incapable de rompre le siège.
En octobre 1858, peu après avoir pris Tourane, Rigault de Genouilly chercha un autre point pour attaquer les Vietnamiens. Conscient que la garnison de la ville n'arriverait probablement à aucun succès décisif, il considéra la possibilité d'agir au Tonkin ou en Cochinchine. Il rejeta la possibilité d'une expédition au Tonkin, qui aurait exigé un soulèvement de grande ampleur des chrétiens pour avoir la moindre chance de succès, et proposa en janvier 1859 au ministre de la marine Ferdinand Hamelin une expédition contre Saïgon, une ville d'importance stratégique considérable comme source d'approvisionnement pour l'armée vietnamienne.
L'expédition fut approuvée : au début de février, Rigault de Genouilly laissa le capitaine de vaisseau Thoyon à Tourane avec une petite garnison et deux canonnières, et mit à la voile pour Saïgon. Le 17 février, après avoir forcé les défenses de la rivière et détruit une série de fortins et de retranchements le long de celle-ci, les Français et les Espagnols s'emparèrent de Saïgon. L'infanterie de marine française prit d'assaut l'énorme citadelle de Saïgon, tandis que les troupes philippines sous commandement espagnol repoussaient une contre-attaque vietnamienne. Les alliés ne furent pas assez forts pour tenir la citadelle et le 8 mars 1859, ils la firent sauter et mirent le feu à ses réserves de riz. En avril, Rigault de Genouilly revint à Tourane avec le gros de ses forces pour renforcer la garnison de Thoyon durement éprouvée, laissant à Saïgon le capitaine de frégate Jean Bernard Jauréguiberry (futur ministre de la marine) avec une garnison franco-espagnole d'environ 1 000 hommes.

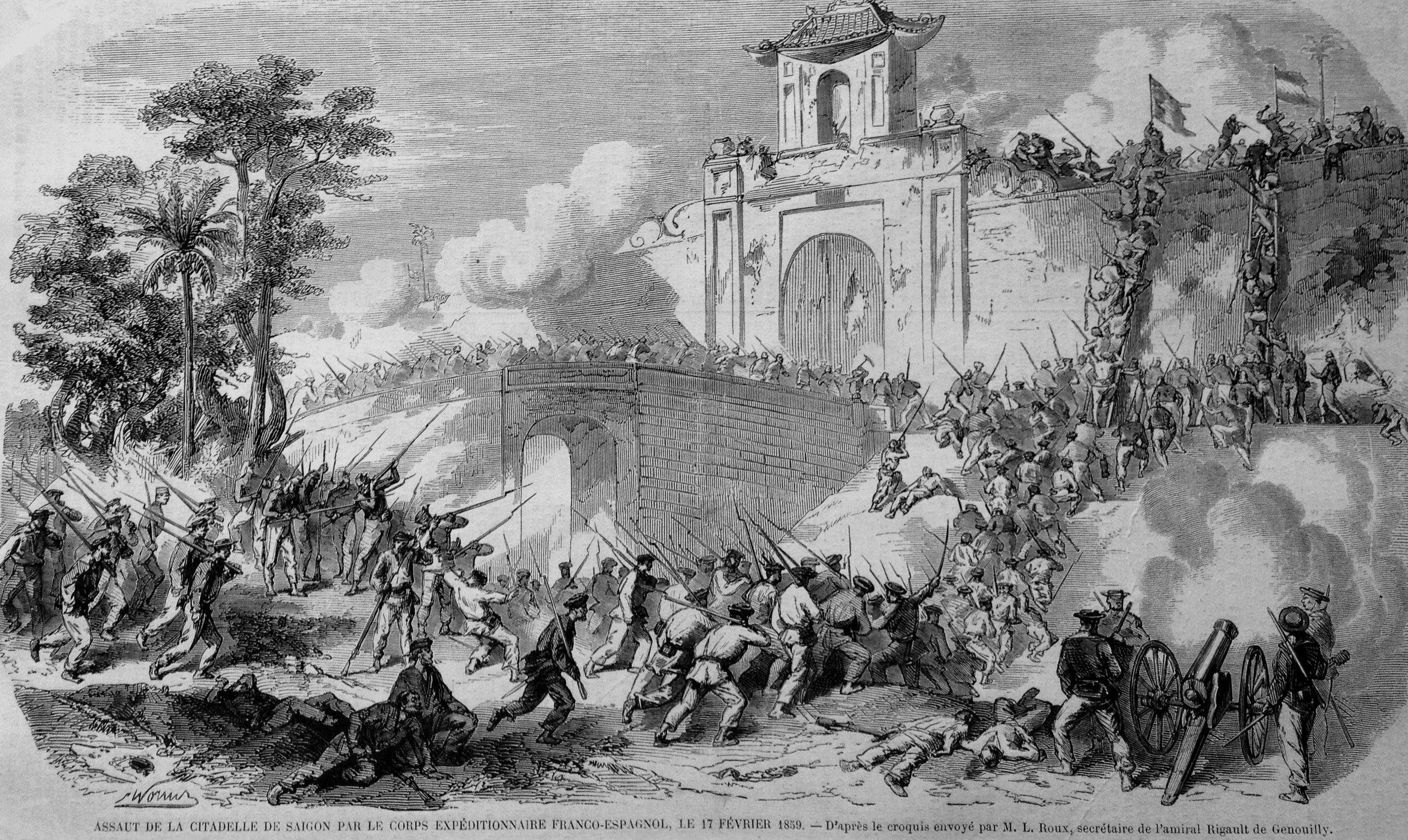
Les troupes françaises à l'attaque de Saïgon, 17 février 1859.

La prise de Saïgon s'avéra une victoire sans plus de conséquence que la prise de Tourane. Les forces de Jauréguiberry, qui subirent des pertes significatives lors de l'attaque surprise d'une fortification vietnamienne à l'ouest de Saïgon le 21 avril, furent obligées de se cantonner ensuite derrière leurs défenses. Pendant ce temps, le gouvernement français était distrait de ses ambitions coloniales par le déclenchement de la Campagne d'Italie, qui immobilisa de nombreuses troupes dans ce pays. En novembre 1859, Rigault de Genouilly fut remplacé par l'amiral François Page, qui avait pour instruction d'obtenir un traité protégeant la foi catholique au Viêt Nam, mais non des gains territoriaux. Page ouvrit des négociations sur cette base au début novembre, mais sans résultat. Les Vietnamiens, avertis des soucis italiens de la France, refusèrent ces termes modérés et firent traîner les négociations en longueur dans l'espoir que les alliés abandonnent complètement leur campagne. Le 18 novembre, Page bombarda et captura les forts de Kien Chan à Tourane, mais cette victoire tactique ne changea pas la position des négociateurs vietnamiens. La guerre continua en 1860,.    
Au cours de la seconde moitié de 1859 et en 1860, les Français furent incapables de renforcer significativement leurs garnisons de Tourane et Saigon. Bien que la Campagne d'Italie se soit achevée rapidement, la France restait en guerre avec la Chine et Page avait dû détourner la plupart de ses forces pour soutenir l'expédition chinoise de l'amiral Léonard Charner. En avril 1860, Page quitta la Cochinchine pour rejoindre Charner à Canton. À la même époque, en mars, une armée vietnamienne d'environ 10 000 hommes avait commencé d'assiéger Saïgon. La défense de la ville fut confiée au capitaine de vaisseau d'Ariès. Les forces franco-espagnoles, ne comptant que 1 000 hommes, durent tenir contre des assiégeants très supérieurs en nombre de mars 1860 à février 1861. Prenant conscience qu'ils ne pouvaient défendre à la fois Saïgon et Tourane, les Français évacuèrent cette dernière en mars 1860, concluant le siège de Tourane d'une manière peu glorieuse.

## Ky Hoa et Mỹ Tho

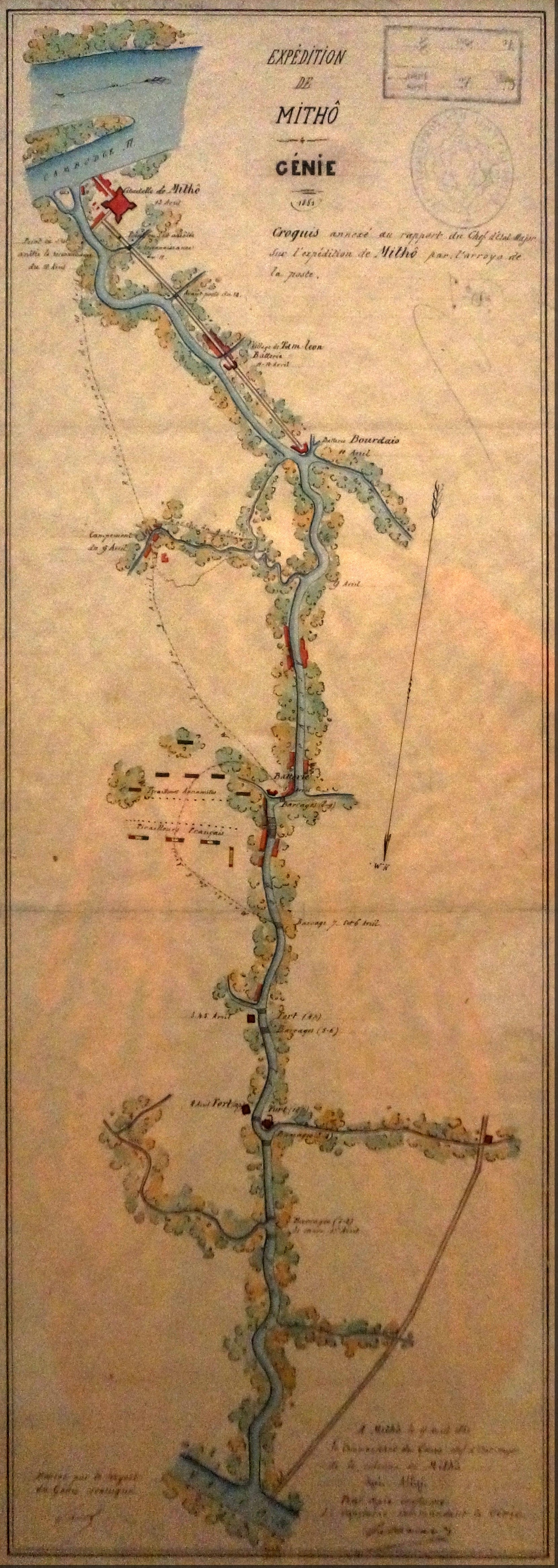
La remontée du cours d'eau jusqu'à Mỹ Tho.

Bien qu'ils aient évacué Tourane, ils réussirent à conserver Saïgon jusqu'à ce que le siège ne fut brisé au début de 1861. Avec la fin de la seconde guerre de l'opium, les amiraux Léonard Charner et Page pouvaient maintenant revenir en Cochinchine et reprendre la campagne autour de Saïgon. Une escadre de 70 navires commandés par Charner et 3 500 soldats sous les ordres du général Élie de Vassoigne furent transférés du nord de la Chine à Saïgon. L'escadre de Charner, la force navale la plus puissante apparue dans les eaux vietnamiennes avant la création de l'Escadre d'Extrême-Orient juste avant la guerre franco-chinoise (août 1884–avril 1885), comprenait les frégates à vapeur Impératrice Eugénie et Renommée (navires-amiraux respectivement de Charner et Page), les corvettes Primauguet, Laplace et Du Chayla, onze avisos à propulsion à hélices : Forbin, Monge, Prégent, Alom-Prah, Norzagaray, Dragonne, Alarme, Avalanche, Fusée, Mitraille, etc., cinq canonnières de première classe dont le Shamrock commandé par l'enseigne de vaisseau Henri Rieunier, dix-sept transports et un navire-hôpital. L'escadre était accompagnée d'une demi-douzaine de lorchas armées achetées à Macao.
Grâce à ce renfort, les Français et Espagnols de Saïgon attaquèrent les lignes vietnamiennes les 24 et 25 février 1861, et défirent l'armée du maréchal Nguyễn Tri Phương lors de la bataille de Ky Hoa. Les Vietnamiens combattirent farouchement pour défendre leurs positions et les pertes alliées furent considérables.
La victoire de Ky Hoa permit aux forces franco-espagnoles de passer à l'offensive. Le 12 avril 1861, Mỹ Tho fut prise par les Français. Une force d'assaut commandée par le capitaine de vaisseau Le Couriault du Quilio, soutenue par une petite flotte de canonnières, attaqua Mỹ Tho depuis le nord, le long de la Bao Dinh Ha : du 1er au 11 avril, elle détruisit plusieurs forts vietnamiens et se fraya un chemin le long de la rivière jusqu'à Mỹ Tho. Le Couriault de Quilio ordonna d'attaquer la ville le 12, mais un assaut ne fut pas nécessaire. Une flottille de guerre commandée par l'amiral Page, envoyée par Charner pour remonter le Mékong et attaquer Mỹ Tho, apparut devant la ville le jour même. Mỹ Tho fut occupée le 12 avril 1861 sans un coup de feu.
En mars, peu avant la prise de Mỹ Tho, les Français avaient à nouveau offert la paix à l'empereur Tự Đức. Cette fois, les termes en étaient considérablement plus durs que ceux offerts par Page en novembre 1859. Les Français demandaient le libre exercice du christianisme au Viêt Nam, la cession de la province de Saïgon, une indemnité de 4 millions de piastres, la liberté de commerce et de mouvement au Viêt Nam et l'installation de consulats français. Tự Đức n'était prêt à accorder que la liberté de religion et rejeta les autres demandes françaises. La guerre continua, et après la prise de Mỹ Tho les Français ajoutèrent à leurs revendications territoriales la province de Mỹ Tho.
Incapable d'affronter les forces françaises et espagnoles en bataille rangée, Tự Đức recourut à la guérilla en envoyant ses agents dans les provinces conquises pour organiser la résistance contre les envahisseurs. Charner répondit le 19 mai en déclarant les provinces de Saïgon et Mỹ Tho en état de siège. Des colonnes françaises parcoururent les campagnes de Cochinchine, suscitant la résistance populaire par la brutalité avec laquelle elles traitaient les suspects de révolte. Charner avait ordonné de ne pas exercer de violence contre les villageois pacifiques, mais ces ordres ne furent pas toujours suivis. La guérilla vietnamienne présenta parfois une sérieuse menace pour les Français. Le 22 juin 1861, le poste français de Go Cong fut attaqué en vain par 600 Vietnamiens.

## Bien Hoa et Vĩnh Long

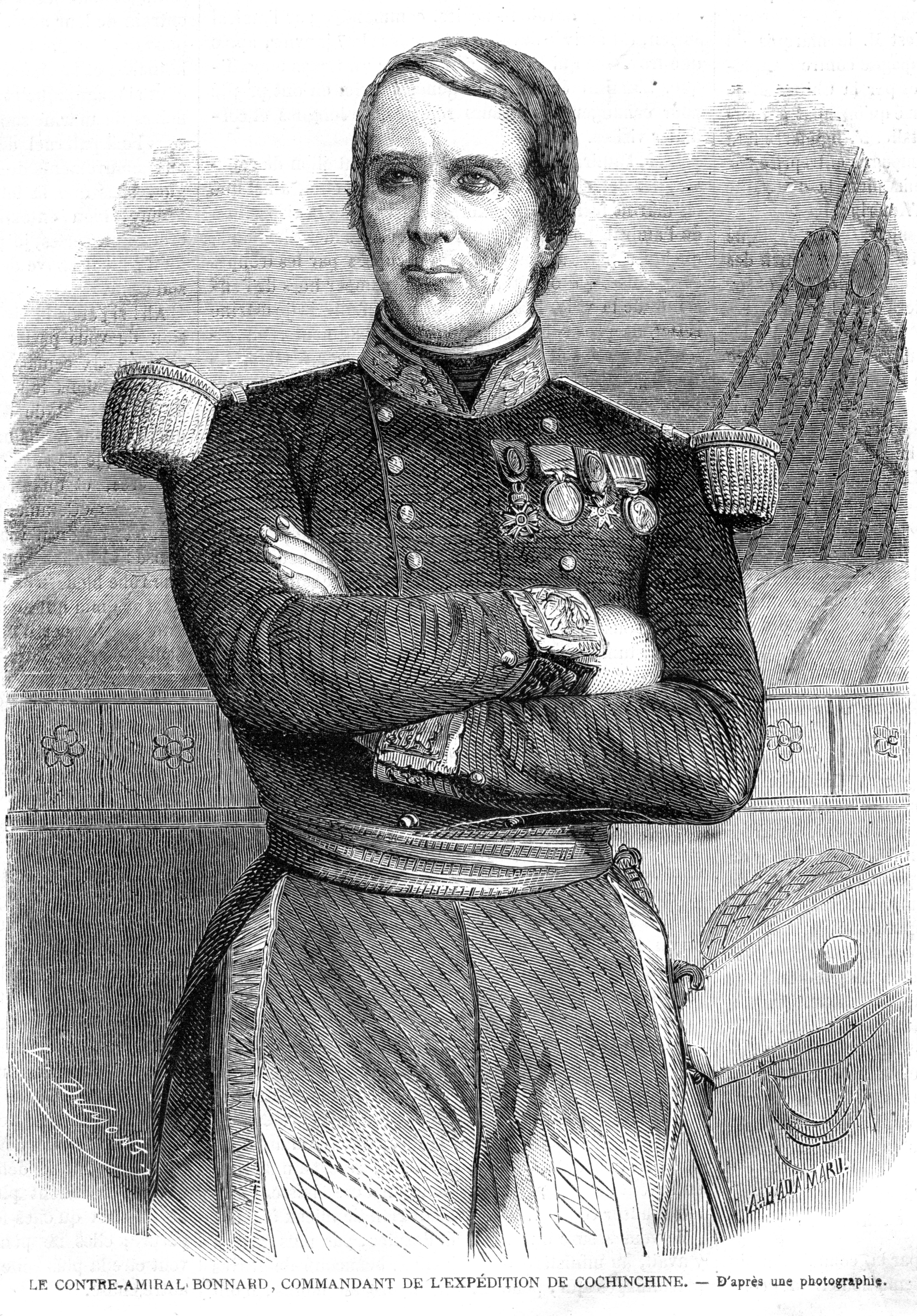
Le contre-amiral Bonard commanda l'expédition à partir de 1861 (L'Illustration, mars 1862).

Prise et incendie de Bien-Hoa le 18 décembre 1861 (L'Illustration, 1862).

La prise de Mỹ Tho fut le dernier succès militaire de Charner. Il rentra en France à l'été 1861 et fut remplacé à la tête de l'expédition de Cochinchine par l'amiral Louis Adolphe Bonard (1805–67), qui arriva à Saïgon fin novembre 1861. Dans les deux semaines suivant son arrivée, il monta une importante campagne pour s'emparer de la province de Đồng Nai en représailles pour la perte de la lorcha Espérance et de tout son équipage dans une embuscade. La capitale de la province, Bien Hoa, fut prise par les Français le 16 décembre 1861 pendant une campagne active de 4 jours, qui dura du 15 au 18 décembre.
Les Français poursuivirent leur offensive par la prise de Vĩnh Long le 22 mars 1862, au terme d'une courte campagne montée par l'amiral Bonard en représailles à des attaques de guérilla contre les troupes françaises autour de Mỹ Tho. Lors du plus sérieux de ces incidents, le 10 mars 1862, une canonnière française qui quittait la ville avec une compagnie d'infanterie à bord explosa soudain. Les pertes furent lourdes (52 morts ou blessés) pour les Français, convaincus que le bateau avait été saboté par des insurgés aux ordres des gouverneurs de la province de Vĩnh Long,. 
Dix jours plus tard, Bonard se présenta devant Vĩnh Long avec une flottille de onze avisos et canonnières et une force de débarquement franco-espagnole de 1 000 hommes. Dans l'après-midi et la soirée du 22 mars, ils attaquèrent les batteries vietnamiennes placées devant la ville et s'en emparèrent. Le 23 mars, ils entrèrent dans la citadelle de Vĩnh Long. Ses défenseurs se replièrent vers un fortin de terre à My Cui, 20 kilomètres à l'Ouest de Mỹ Tho, mais deux colonnes alliées les poursuivirent et les en expulsèrent, tandis qu'une troisième leur coupait la retraite vers le nord. Les pertes vietnamiennes à Vĩnh Long et My Cui furent lourdes,. 

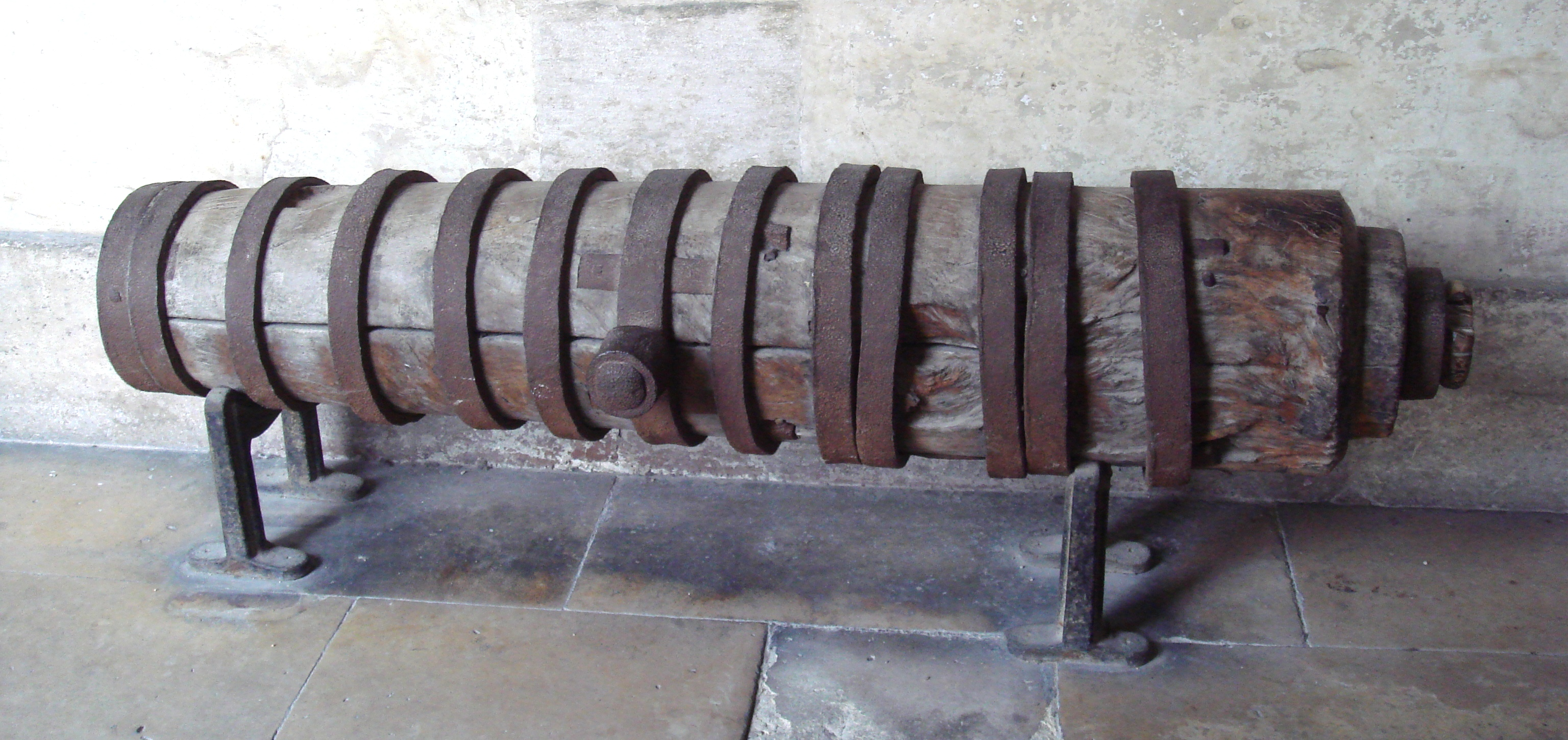
Canon de bois saisi par les Français lors de la prise de Vĩnh Long, le 23 mars 1862 (Musée de l'Armée (Paris)).

La perte de Vĩnh Long, après celles de Mỹ Tho et Bien Hoa, découragea la cour de Huế, et en avril 1862 Tự Đức fit savoir qu'il voulait faire la paix.
En mai 1862, après des discussions préliminaires à Huế, la corvette française Forbin appareilla pour Tourane pour y recevoir les plénipotentiaires vietnamiens chargés de conclure la paix. Les Vietnamiens eurent trois jours pour présenter leurs ambassadeurs. La suite a été décrite par le capitaine de vaisseau A. Thomazi, l'historien de la conquête française de l'Indochine :

« Le troisième jour, une vieille corvette à roue à aubes, l'Aigle des Mers, fut aperçue en train de quitter la rivière de Tourane. Sa quille rabaissée était dans un tel état qu'elle suscita le rire de nos marins. Il était évident qu'elle n'avait pas pris la mer depuis des années. Ses canons étaient rouillés, son équipage était en haillons et elle était traînée par quarante jonques et escortée par une multitude de bâtiments légers. Elle transportait les plénipotentiaires de Tự Đức. La Forbin la prit en remorque et la conduisit à Saïgon, où les négociations furent rapidement conclues. Le 5 juin, un traité fut conclu à bord du Duperré, ancré devant Saïgon. »

## La paix
À ce moment-là, les Français n'étaient pas d'humeur généreuse. Ce qui avait commencé comme une petite expédition punitive s'était transformé en une guerre longue, cruelle et coûteuse. Il était impensable que la France en ressortît les mains vides. Le 5 juin 1862, le ministre de Tự Đức Phan Thanh Gian signa un traité avec l'amiral Bonard et le représentant espagnol, le colonel Palanca y Gutiérrez. Le traité de Saïgon obligeait le Viêt Nam à autoriser la libre pratique et le prosélytisme catholique sur son territoire ; à céder à la France les provinces de Bien Hoa, Gia Dinh et Dinh Tuong et l'île de Poulo Condor ; à laisser les Français commercer et voyager librement le long du Mékong ; à ouvrir au commerce les ports de Tourane, Quang Yen et Ba Lac (à l'embouchure du Fleuve Rouge) ; et enfin à payer une indemnité d'un million de dollars à la France et à l'Espagne en dix ans. Les Français placèrent leurs trois provinces vietnamiennes du sud sous le contrôle du ministre de la Marine. C'est ainsi, fortuitement, que naquit la colonie française de Cochinchine, avec pour capitale Saïgon.

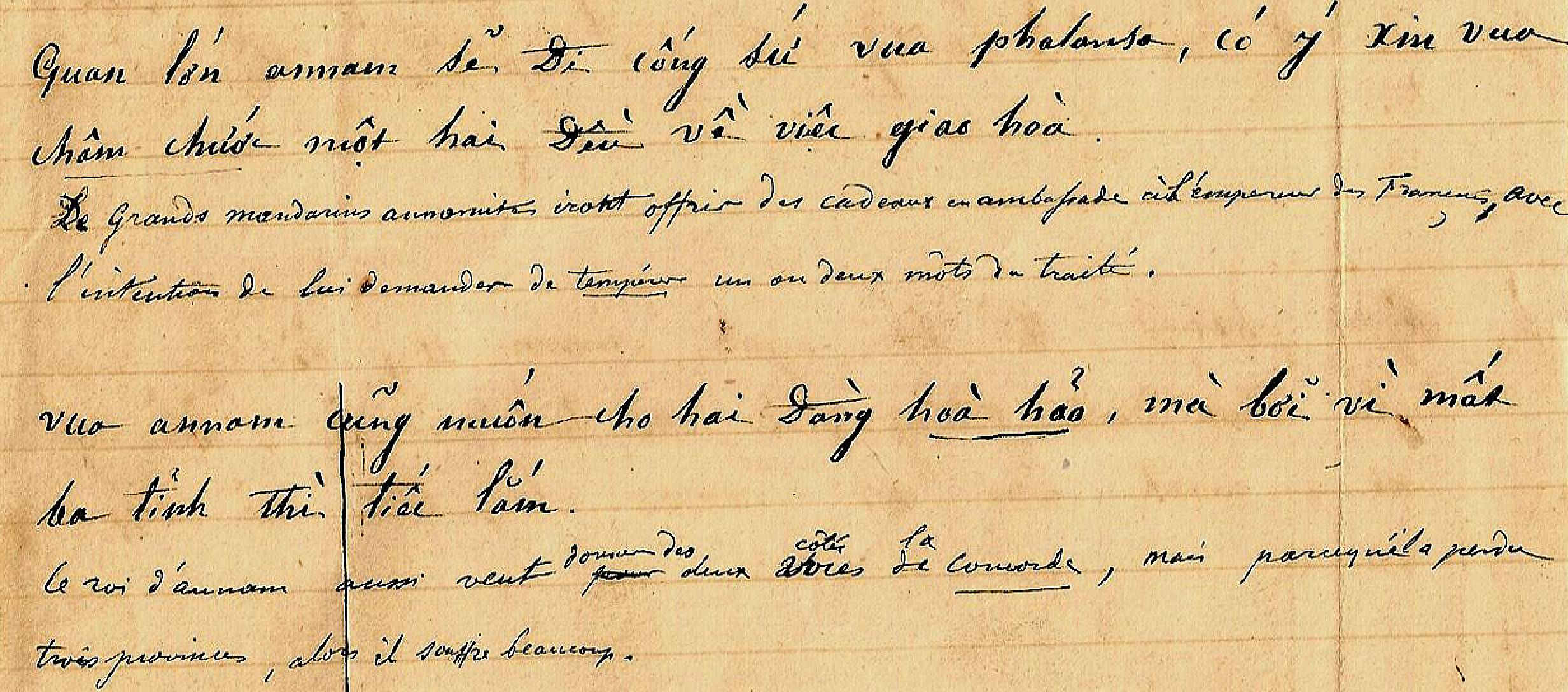
De grands mandarins annamites iront offrir des cadeaux en ambassade à l'Empereur des Français, avec l'intention de lui demander de tempérer un ou deux mots du traité. Le roi d'Annam aussi veut donner des deux côtés la concorde, mais parce qu'il a perdu trois provinces, alors il souffre beaucoup. Si l'empereur des Français ne veut pas adoucir un ou deux mots du traité de paix, alors le roi d'Annam ne sera pas content.
En mer, à bord de l'Européen, Juillet 1863.

## Conséquences
En 1864, les trois provinces vietnamiennes cédées à la France devinrent formellement la colonie française de Cochinchine. Celle-ci doubla de taille au cours des trois années suivantes. En 1867, l'amiral de La Grandière obligea les Annamites (comme ils étaient appelés à l'époque) à céder les provinces de Chau Doc, Hà Tiên et Vĩnh Long à la France avec l'abstention complice du gouverneur Phan Thanh Giản. L'empereur Tự Đức refusa d'abord d'admettre la validité de cette cession, mais finit par reconnaître le protectorat français sur les six provinces de Cochinchine en 1874, par le second traité de Saïgon, négocié par Philastre après l'intervention militaire de Francis Garnier au Tonkin.
Les Espagnols, qui avaient joué un rôle mineur dans la campagne de Cochinchine, reçurent une part de l'indemnité de guerre, mais ne firent pas d'acquisition territoriale au Viêt Nam. Au lieu de cela, ils furent encouragés par les Français à se créer une sphère d'influence au Tonkin. Cette suggestion ne déboucha d'ailleurs sur rien et le Tonkin finit par devenir lui-même un protectorat français en 1883.
Le facteur le plus important dans la décision de Tự Đức de faire la paix avait peut-être été la menace à son autorité posée par la révolte au Tonkin du seigneur catholique Le Bao Phung, qui prétendait descendre de l'ancienne dynastie Lê. Bien que les Français et les Espagnols eussent rejeté l'alliance que leur proposait Le Bao Phung contre Tự Đức, les insurgés du Tonkin purent infliger plusieurs sévères défaites aux troupes impériales vietnamiennes. La fin de la guerre avec les Européens permit à Tự Đức d'opposer aux insurgés des troupes très supérieures en nombre et de rétablir l'autorité de son gouvernement sur la région. Le Bao Phung fut finalement capturé, torturé et mis à mort,.

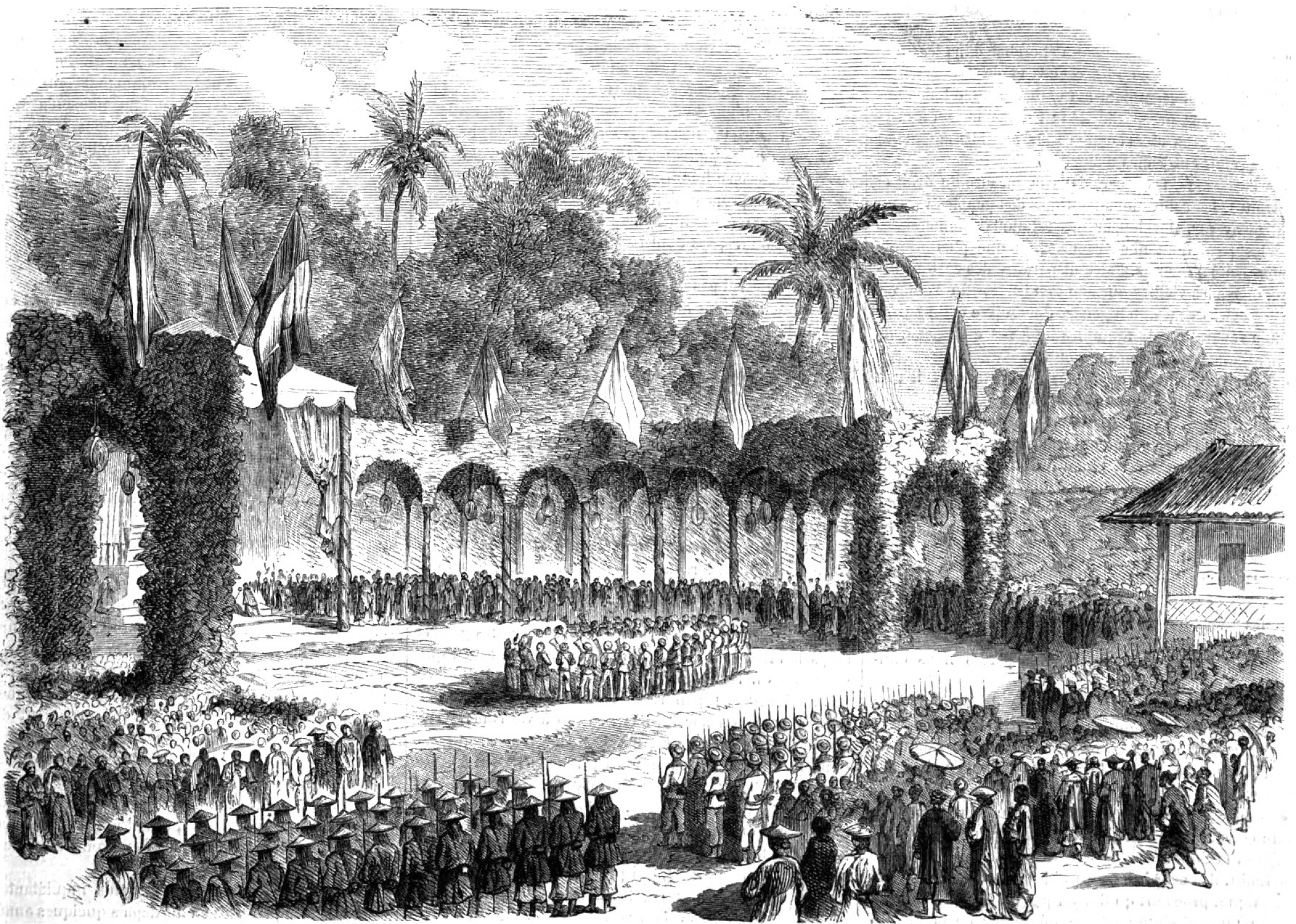
La célébration de la fête de la reine Isabella II d'Espagne à Saïgon, L'illustration le 17 Jan 1863.

### Sources
1. ↑  Rapport du 26 décembre 1861 du contre-amiral Bonnard à M. le Ministre de la marine et des colonies, L'Illustration, mars 1862 p. 138